# 三棵树机务段
三棵树机务段（简称：哈局三段）于1932年成立，是中国铁路哈尔滨局集团的一个直属段，总部位于黑龙江省哈尔滨市道外区三机路。三棵树机务段位于三棵树线与滨北线之间，南侧向哈尔滨东站有2条股道接入。

## 机车配属
2015年初共有186台机车：DF11型、DF11G型，DF4D型、DF5型。